# Infias (Vizela)
Infias é uma povoação portuguesa sede da Freguesia de Infias do Município de Vizela, freguesia com 3,11 km² de área e 1811 habitantes (censo de 2021), tendo, por isso, uma densidade populacional de 582,3 hab./km².
A Freguesia de Infias foi uma das cinco freguesias que transitaram do Município de Guimarães para o de Vizela, aquando a criação deste último em 1998.
Infias manteve seu território intacto aquando da reorganização administrativa de 2012/2013.

## Demografia
Nota: Fez parte do concelho de Guimarães nos censos de 1864 a 1991.
A população registada nos censos foi:
| Distribuição da População por Grupos Etários | Distribuição da População por Grupos Etários | Distribuição da População por Grupos Etários | Distribuição da População por Grupos Etários | Distribuição da População por Grupos Etários |
| -------------------------------------------- | -------------------------------------------- | -------------------------------------------- | -------------------------------------------- | -------------------------------------------- |
| Ano                                          | 0-14 Anos                                    | 15-24 Anos                                   | 25-64 Anos                                   | > 65 Anos                                    |
| 2001                                         | 342 278 995 150                              | 278                                          | 995                                          | 150                                          |
| 2011                                         | 293                                          | 245                                          | 1070                                         | 232                                          |
| 2021                                         | 234                                          | 212                                          | 1048                                         | 317                                          |

## Lugares de interesse
Os lugares de interesse da freguesia são as margens do rio das Bouças, o alto do monte do Alijó, onde se pode ver uma panorâmica da freguesia e se situa a capela de Santa Ana e ruínas de antigas construções de origem árabe, a igreja matriz, um edifício com mais de duzentos anos, e a igreja moderna.

## Tradições
O Carnaval tem algum renome na zona.
No primeiro fim de semana de Maio realiza-se a principal festa religiosa da freguesia, a celebração das comunhões (domingo), precedida (sábado) por uma procissão das velas e seguida por uma outra procissão, na qual saem os andores com todos os santos da igreja matriz.
Em julho realiza-se a festa dos moços, ou a festa de São João, que inclui arraial e mais uma procissão, em honra do Senhor das Cinco Chagas, no monte do Alijó.
Missa do Galo, que se celebra às zero horas de 25 de Dezembro.